# موهلیس تایفور
موهلیس تایفور (ترکی استانبولی: Muhlis Tayfur; ۱۹۲۲ – ۲۱ ژوئیهٔ ۲۰۰۸) کشتی‌گیر اهل ترکیه بود.
وی در مسابقات کشوری و بین‌المللی در مجموع برندهٔ ۱ مدال نقره شده‌است.